# Moonshower and Razorblades
Moonshower and Razorblades je čtvrté studiové album české indie-rockové skupiny Sunshine. Deska vyšla v roce 2005 u vydavatelství Custard Records, v ČR ji distribuovala Universal Music Group, kam přešli Sunshine z místního labelu Day After.

## Seznam skladeb
1. What You've Got – 3:54
2. Victimisanothernameforlover – 4:48
3. Lower Than Low – 3:24
4. Vampire's Dance Hall – 3:25
5. Never's Always Never – 3:45
6. Victoria's Secret Blackmail – 4:36
7. Let's Have Hips Talk – 4:04
8. Miss Kkarma Kkoma – 4:08
9. Neon Religion (feat. Tricky) – 4:53
10. Moonshover And Razorblades – 5:23
11. Sweet Means Dirty – 4:02
12. Riot Of Misfits – 4:08